# Herrnhut
Herrnhut (sórbio: Ochranow; em tcheco/checo:  Ochranov) é uma cidade da Alemanha localizada no distrito de Görlitz, região administrativa de Dresden, estado da Saxônia.
Pertence ao Verwaltungsgemeinschaft de Herrnhut.